# Mutquín

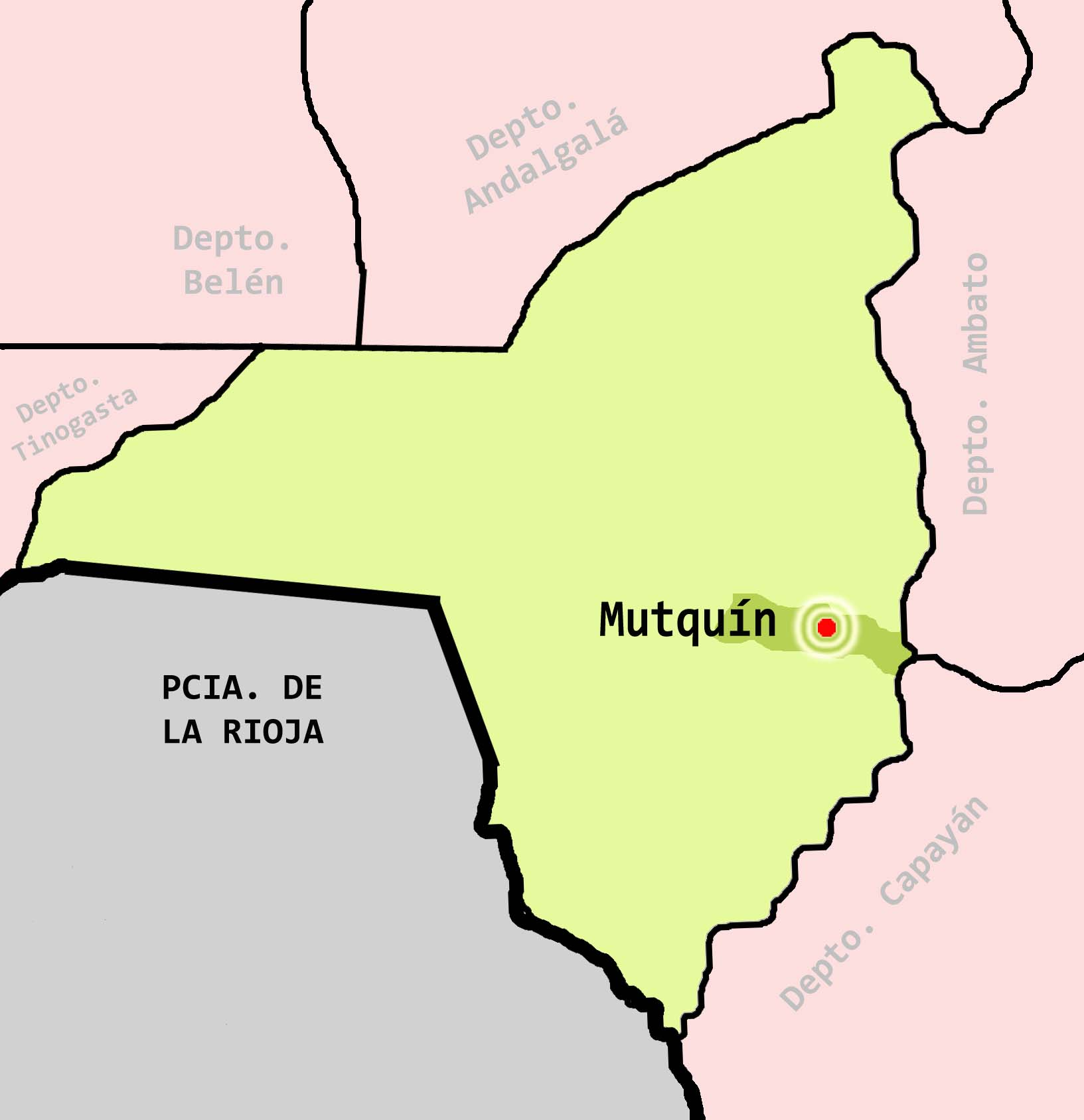
Território do município de Mutquín, departamento de Pomán, província de Catamarca, Argentina.

Mutquín é um município da Argentina, localizada no departamento de Pomán, província de Catamarca.